# E182 (Ecuador)
De E182 of Vía Colectora Maldonado-Tulcán (Verzamelweg Maldonado-Tulcán) is een secundaire nationale weg in Ecuador. De weg loopt van Maldonado naar Tulcán en is 45 kilometer lang.